# Península de Salling
La península de Salling es una península situada en el noroeste de la península de Jutlandia (Dinamarca), en la costa del mar del Norte. Su mayor ciudad es Skive. Está conectada con la isla de Mors a través del estrecho de Limfjord.